# Observatorio Chamberlin
El Observatorio Chamberlin (nombre original en inglés: Chamberlin Observatory) está localizado en Denver, Colorado (Estados Unidos). Es un centro de observación astronómica, propiedad de la Universidad de Denver, que también lo opera. Debe su nombre a Humphrey B. Chamberlin, un magnate inmobiliario de Denver que donó 50.000 dólares en 1888 para la construcción y el equipamiento del observatorio.

## Características
El edificio del observatorio fue diseñado por Robert S. Roeschlaub, asesorado sobre las funciones y los aspectos astronómicos por Herbert Alonzo Howe, que había visitado numerosos observatorios de la costa este. Se concibió poco después que el Observatorio Goodsell en el Carleton College de Northfield, Minnesota, y se construyó de bloques de arenisca roja labrados rústicamente. La disposición neorománica de su estructura incluye una rotonda central cubierta por una cúpula. La construcción se inició en 1890.
El telescopio principal, fabricado por Alvan Clark & Sons y con una montura diseñada por George Nicholas Saegmuller, es un refractor con una lente de 20-pulgadas de diámetro que vio la primera luz en 1894. La montura descansa en un pivote de hierro soportado por un pilar masivo de piedra, y el montaje del telescopio fue supervisado por Herbert Alonzo Howe. 
Desde 2011, la Sociedad Astronómica de Denver organiza cada mes distintos varios actos para el público en el observatorio. Al estar localizado en una gran área metropolitana, el observatorio está fuertemente afectado por la contaminación lumínica, lo que limita su uso en tareas científicas.